# Neoterebra elata
Neoterebra elata é uma espécie de gastrópode do gênero Neoterebra, pertencente a família Terebridae.